# علامات النيم

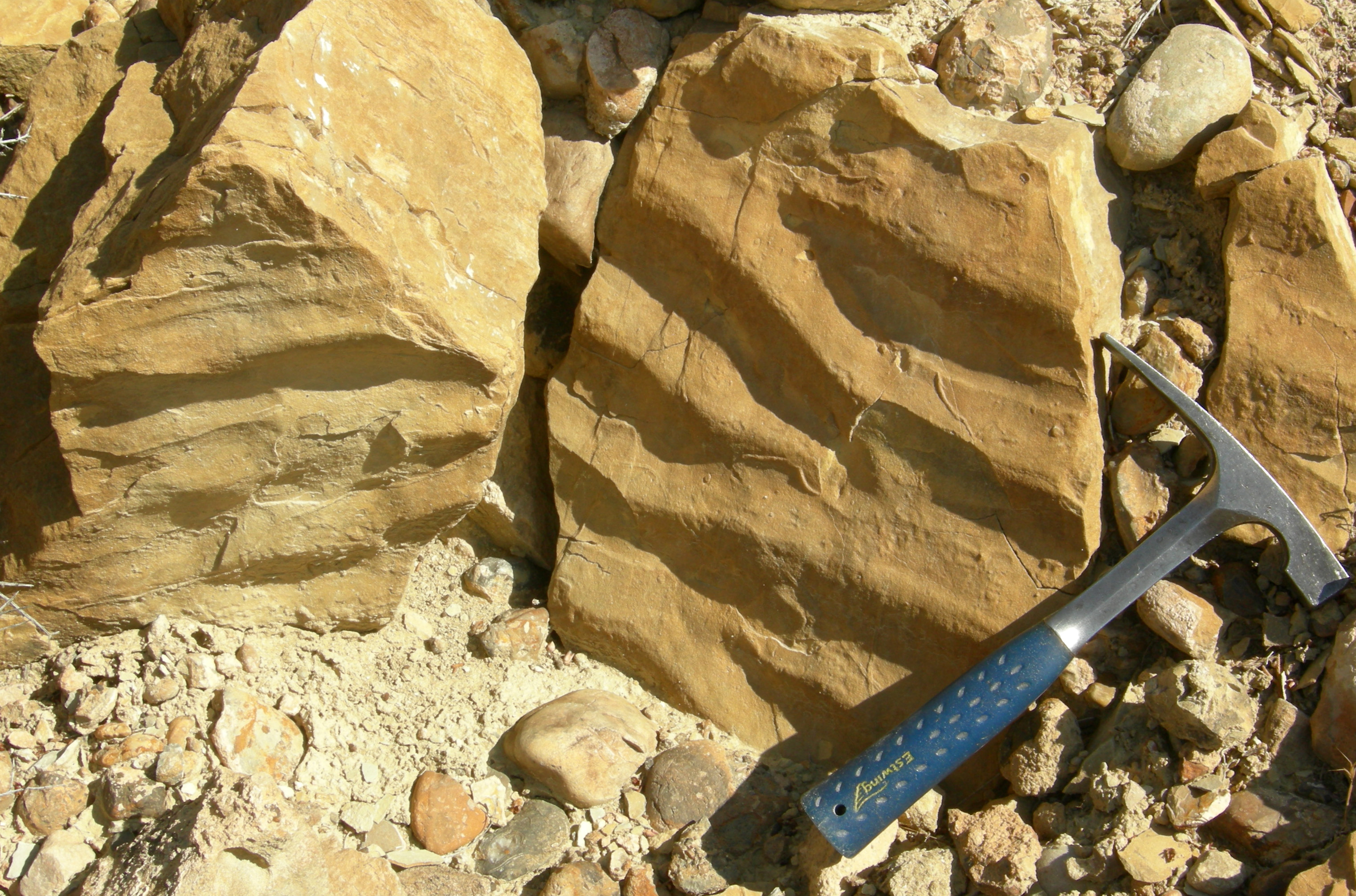
.

النِّيم أو علامات النيم (بالإنجليزية: Ripple marks)‏: تموجات صغيرة على سطح الطبقة العلوية للأرض تنشأ بفعل الرياح أو التيارات الشاطئية أو الأمواج. ويلاحظ أن تموجات الرياح والتيارات البحرية تتشابه في عدم تماثل شكلها على سطح الرمال. ويمكن من خلال اتجاه ميل هذه العلامات تحديد اتجاه الريح أو التيارات البحرية التي شكلتها. أما علامات النيم الناتجة من فعل الأمواج فغالبا ما تكون متماثلة الشكل وتتميز بقممها الحادة التي تبين أعلى الطبقة وقيعانها المنحنية أو المقوسة.
علامات حركه الرياح أو علامات النيم وهي توجد في مناطق الكثبان الرمليه ومنها المتماثله وغير المتماثلة وهي تعبر في المناطق الصحراويه عن اتجاه الرياح وتتكون من الرمال بمختلف احجامها من رمال المنطقة التي توجد بهازتوجد فوق اسطح الكثبان الرملية وتختلف في احجامها وطول الموجه وارتفاعها حسب التضاريس وسرعه الرياح وحجم الحبيبات المكونة لها

## في اللغة
جاء من معاني النيم في المعجم الوسيط: و النِّيمُ الدَّرَجُ الذي في الرِّمال إِذا جرَت عليه الرِّيحُ.

## معرض صور

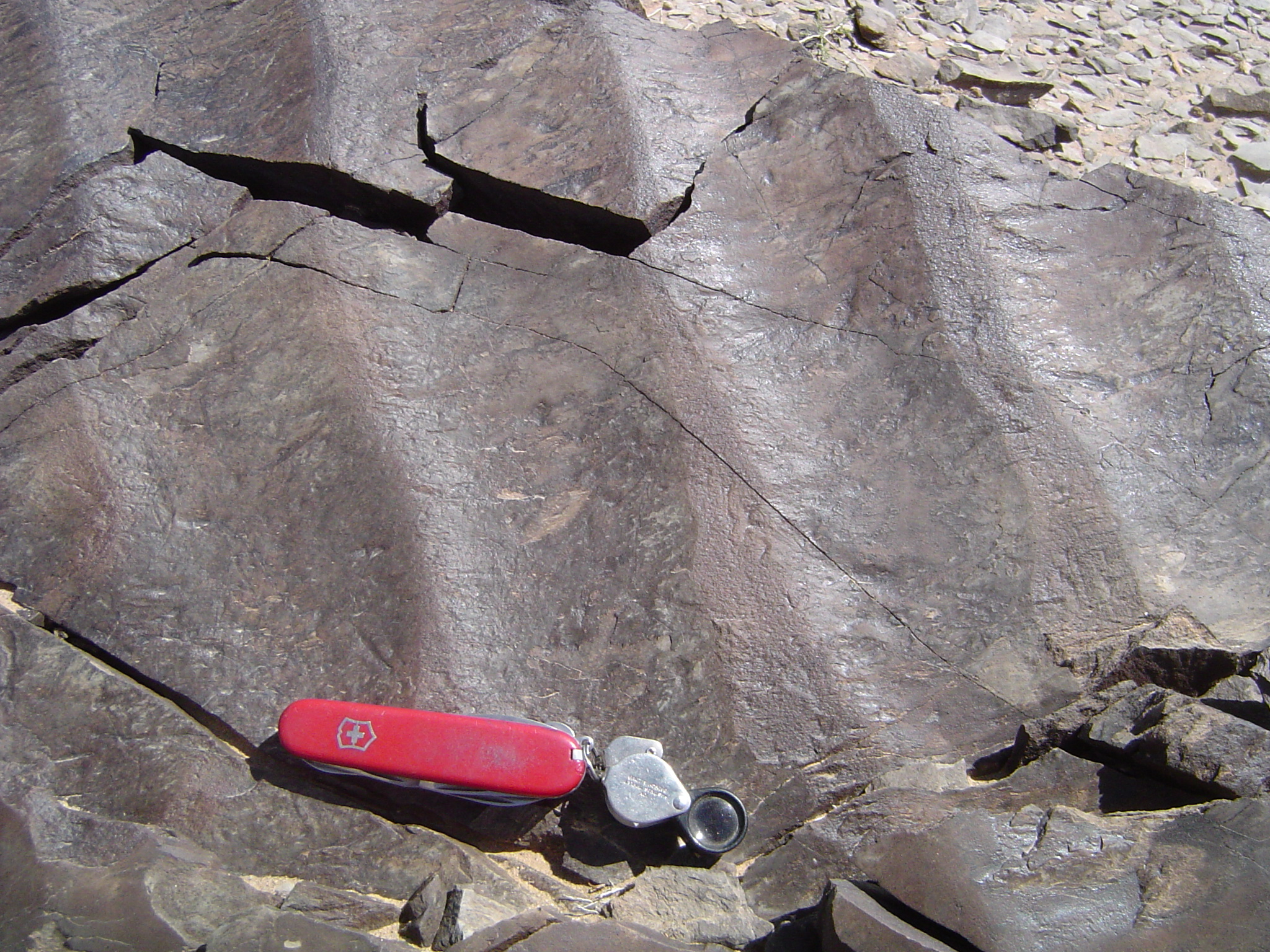
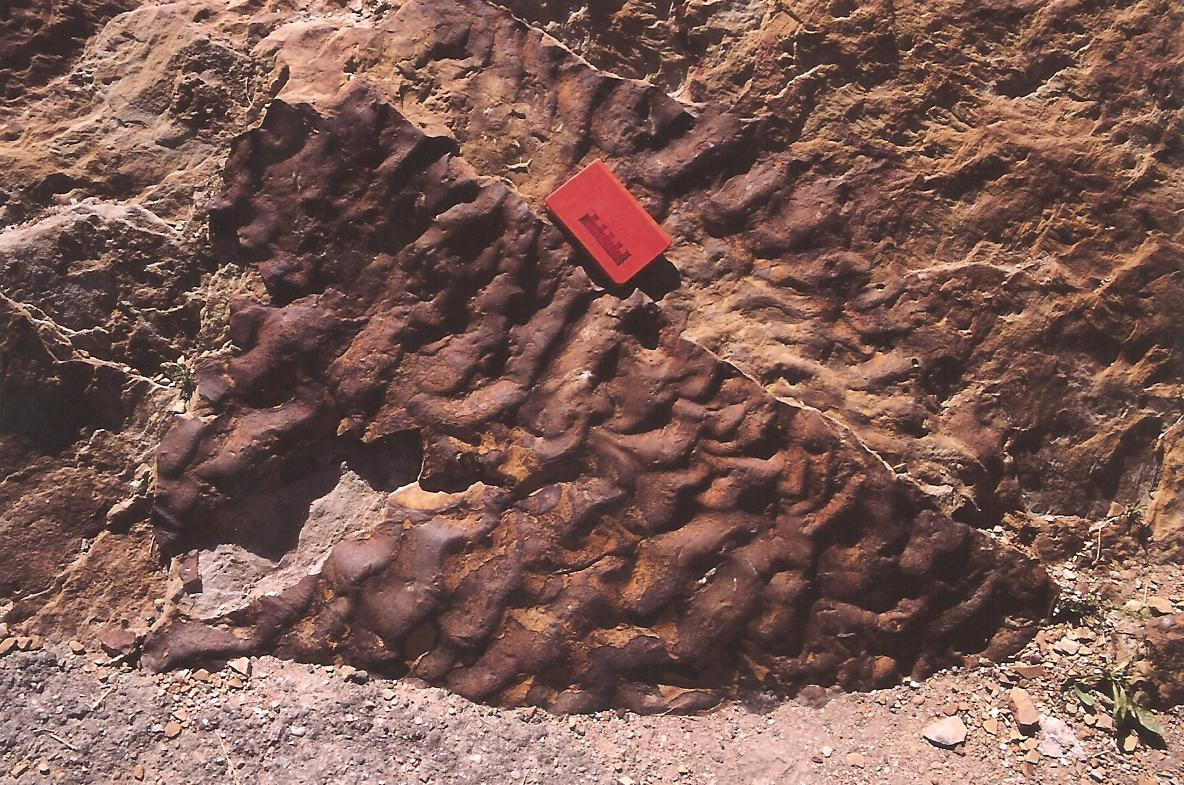
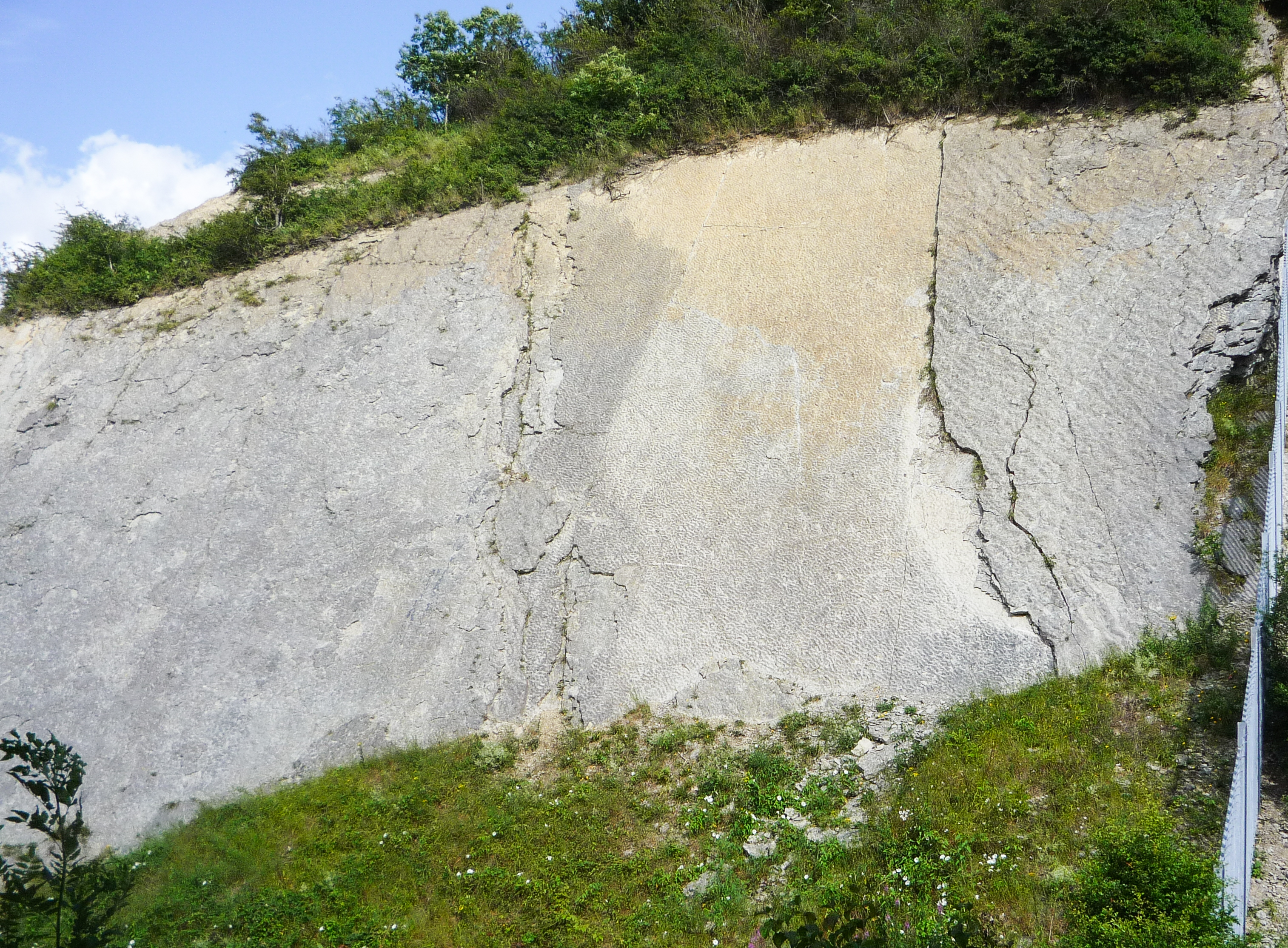
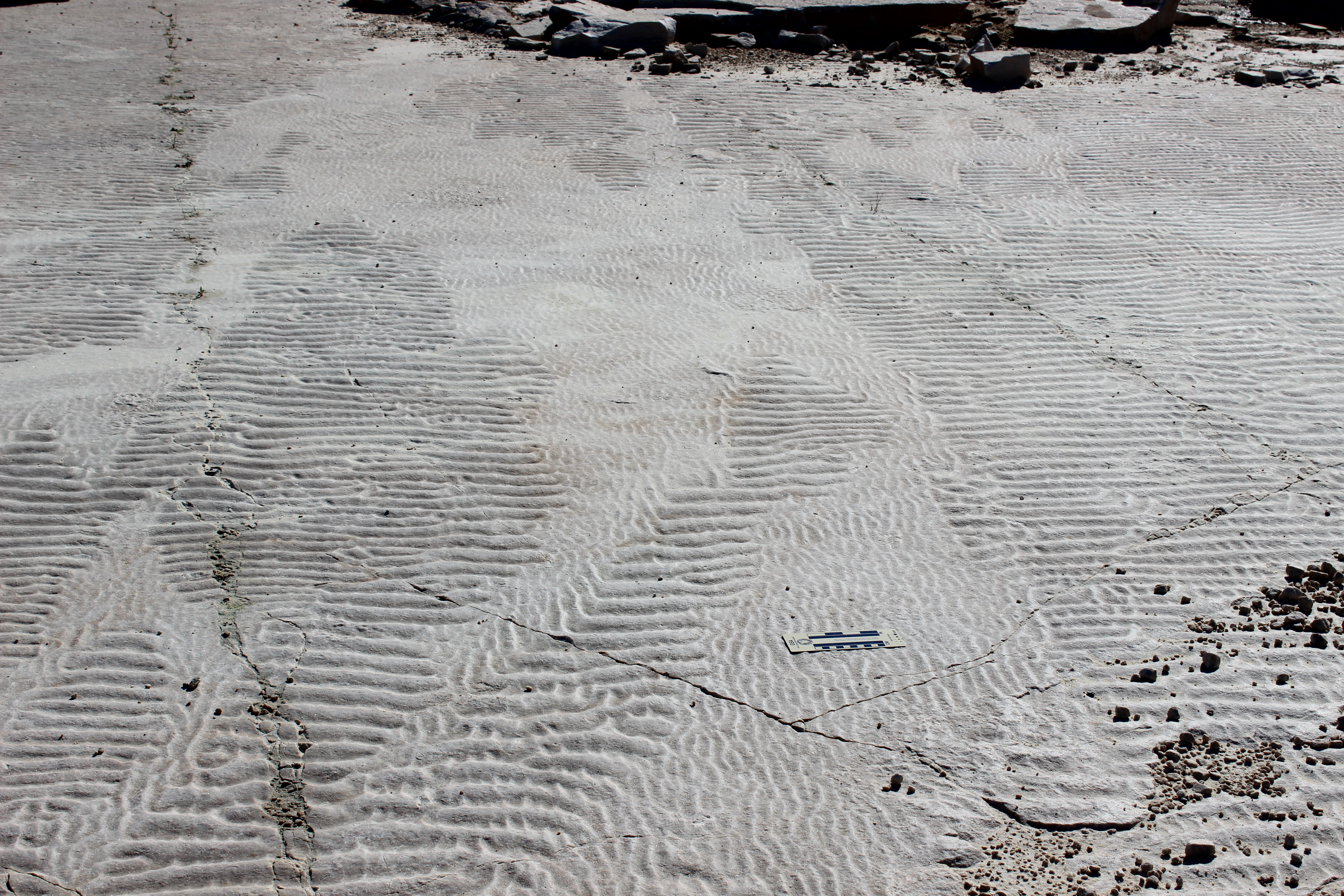
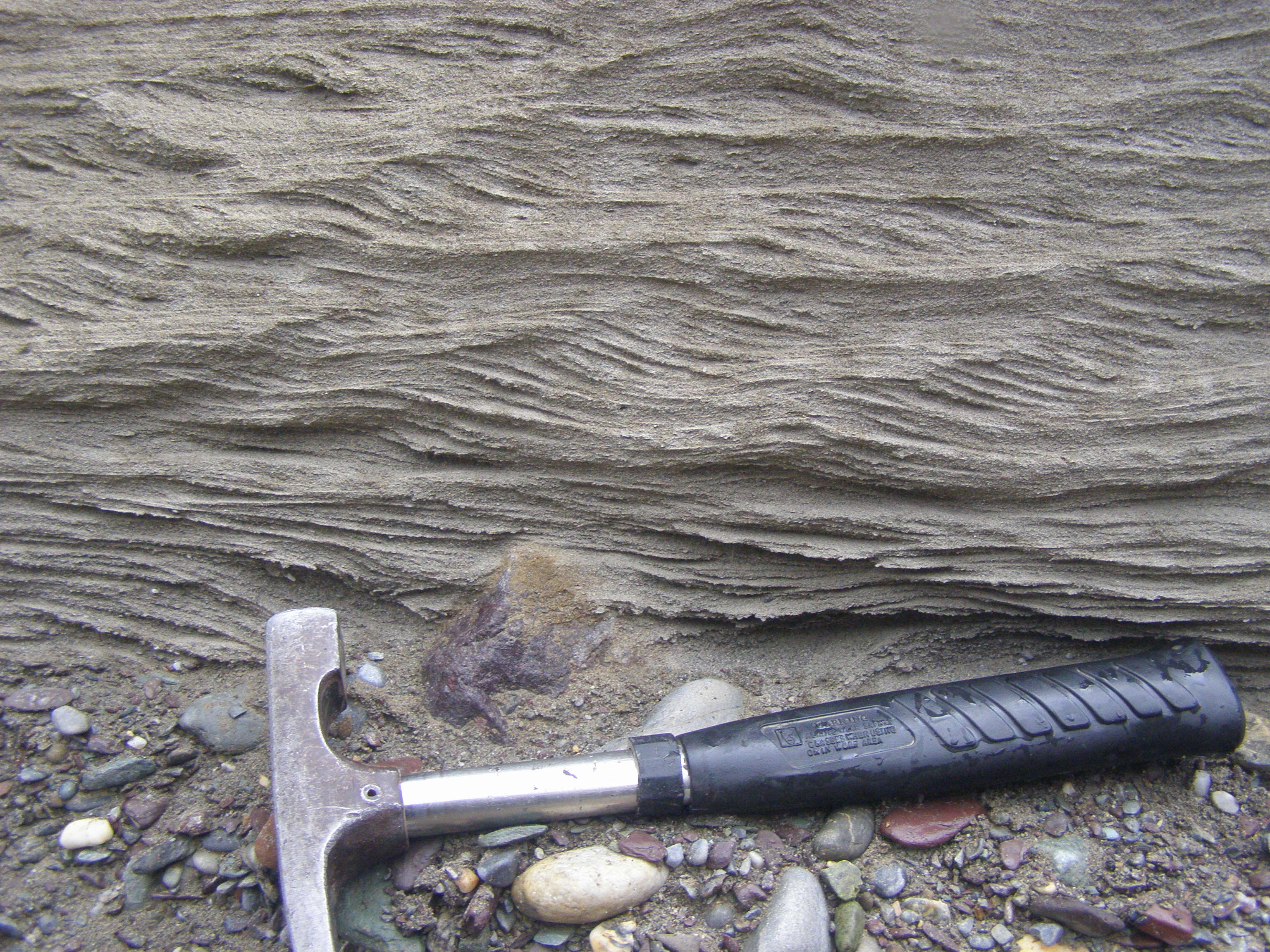